# Criorhina simioides
Criorhina simioides är en tvåvingeart som först beskrevs av Enrico Adelelmo Brunetti 1908.  Criorhina simioides ingår i släktet pälsblomflugor, och familjen blomflugor. Inga underarter finns listade i Catalogue of Life.